# Casque audio
Pour les articles homonymes, voir Casque (homonymie).

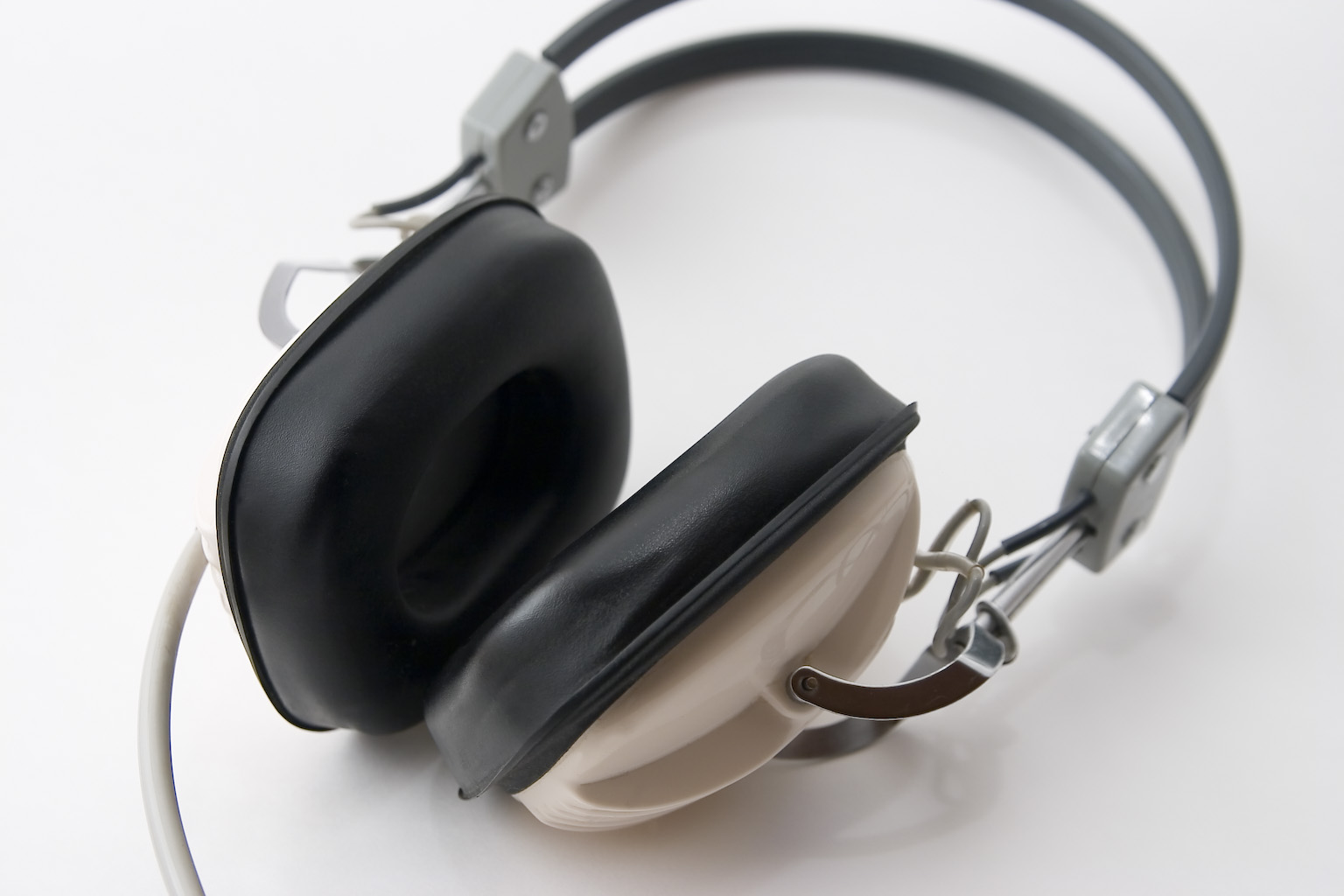
Un casque audio des années 1970.

Un casque audio est un dispositif qui se place contre les oreilles et sert à restituer des contenus sonores.

## Principes
Le casque audio est composé de deux écouteurs, un pour chaque oreille. Chaque écouteur renferme un transducteur capable de restituer toutes les fréquences audibles, ou du moins la plus grande partie. L'immense majorité des casques utilise un transducteur électrodynamique (en langage courant, une sorte de haut-parleur miniature) mais il existe des casques utilisant d'autres types de transducteur : électrostatique, electret, etc. Ce sont toutefois des produits généralement marginaux et souvent très onéreux.
Si le casque est stéréophonique, l'un des écouteurs est destiné à l'oreille droite, l'autre à l'oreille gauche ; l'écouteur destiné à l'oreille droite est souvent marqué de la lettre « R » (pour « right », mot signifiant « droite » en anglais) ou d'un signe de couleur rouge ; l'écouteur destiné à l'oreille gauche est souvent marqué de la lettre « L » (pour « left », mot signifiant « gauche » en anglais) ou d'un signe de couleur bleue.
L'appellation « casque » vient du fait que les deux écouteurs sont reliés par un arceau qui enserre la tête de l'auditeur. Par métonymie, on appelle aussi « casque » les écouteurs de baladeur qui sont en fait des oreillettes.
Les casques audio se relient à une source sonore par l'intermédiaire d'un connecteur jack 3-points, d'un diamètre de 6,35 mm ou de 3,5 mm (appelé « mini-jack »). Il existe aussi des connecteurs jack de 2,5 mm, principalement utilisés sur les téléphones portables (mais peu à peu abandonnés au profit des 3,5 mm). Les téléphones portables actuels utilisent le plus souvent un micro/casque (pour pouvoir écouter mais aussi parler) doté d'un jack 4-points. Pour l'écoute seule, ils sont compatibles avec un casque muni d'un jack 3-points.

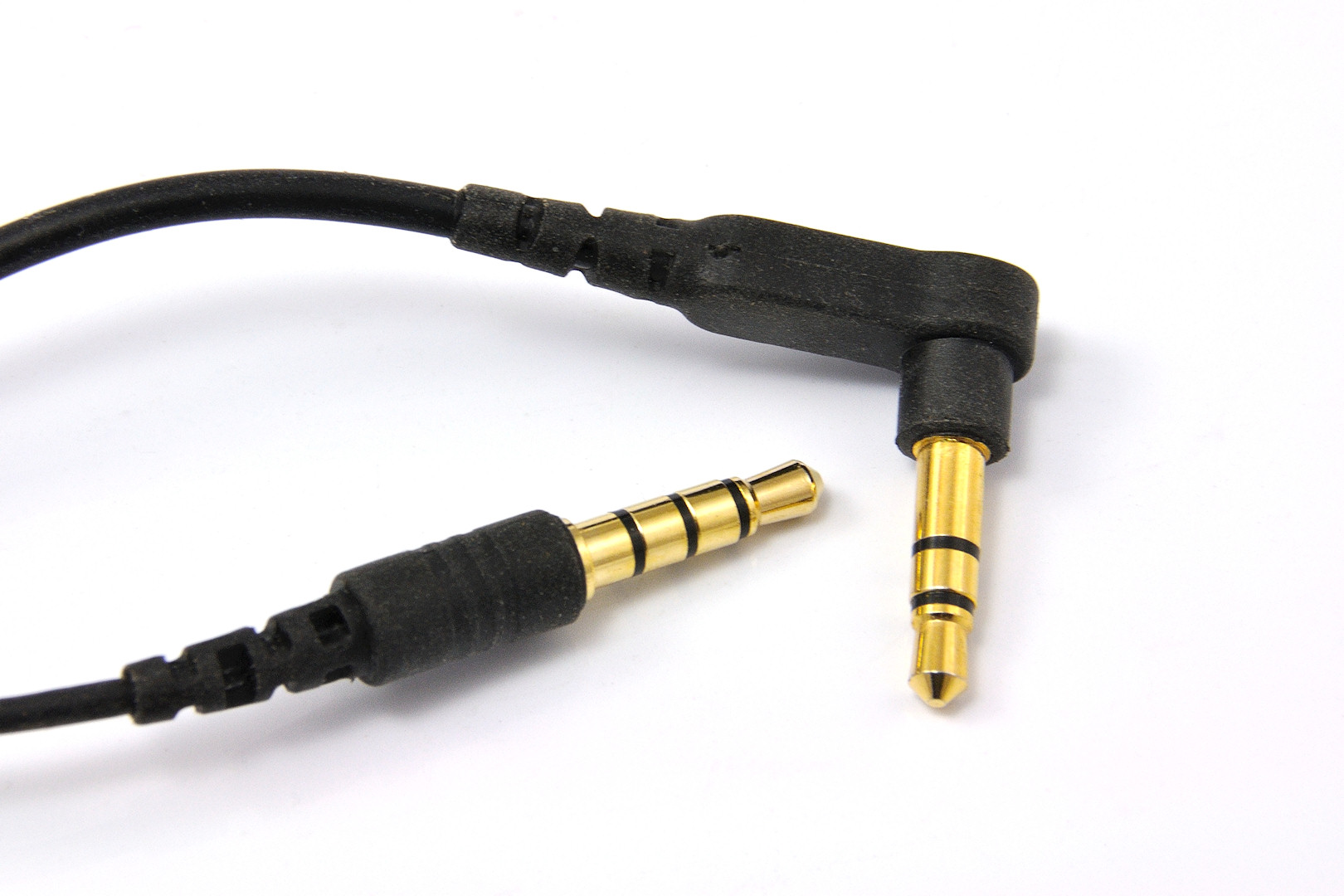
Jacks 3,5 mm trois et quatre points.

Les casques électrostatiques utilisent des prises spécifiques car ils ne peuvent être raccordés directement sur une sortie casque. Il est nécessaire d'intercaler un amplificateur ou un adaptateur.
Depuis quelques années, les casques sont de plus en plus équipés de la connectivité Bluetooth, afin de ne plus être relié par un fil au support audio. Ces casques ont une batterie intégrée qui se charge via un port USB, et avec une portée allant de 10 a 30 mètres.

## Histoire

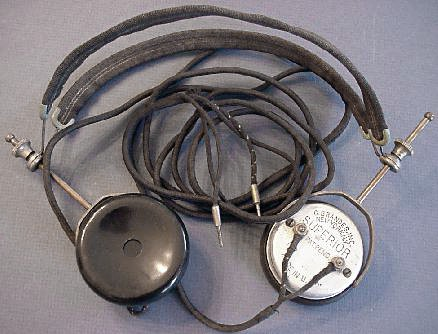
Casque audio vers 1920.

Les casques audio sont apparus aux premiers temps de la téléphonie et de la radiodiffusion, quand les signaux électriques étaient trop faibles pour produire un volume sonore suffisant.
Les premiers casques audio se tiennent sous le menton pour ne pas avoir à déranger les chapeaux ou les coiffures. Ernest Mercadier invente un casque plus compact.
En 1910 ou 1919 l'Américain Nathaniel Baldwin conçoit le premier casque audio moderne, meilleur que les casques alors existants. Il le vend à la marine américaine, satisfaite de son efficacité et de son confort,.
En 1937 l'entreprise allemande Beyerdynamic commercialise le premier casque dynamique.
À la suite de la Seconde Guerre mondiale, la marque autrichienne AKG Acoustics relance la vente de casques audio.
Jusque dans les années 1950, l'usage des casques audio est réservé à l'armée ou aux spécialistes de la radio ou de la téléphonie. C'est à partir de cette décennie que le marché du son comme un loisir se développe, avec l'apparition de la Hi-Fi et de la stéréo.
C'est en 1958 que Koss Oallale invente le casque audio stéréo, faisant ainsi entrer les écouteurs dans le domaine de la Hi-Fi. Sont alors apparus les casques électrodynamiques, puis les casques électrostatiques, conçus par divers constructeurs comme Stax, Koss, Audio-Technica ou Sennheiser. Onéreux et d'utilisation parfois malaisée, ce type de casque haut de gamme reste marginal.
Avec l'apparition du Walkman et de ses innombrables déclinaisons et concurrents un très grand nombre de casques destinés à un usage nomade a vu le jour. C'est désormais une catégorie bien établie de casques avec des solutions techniques variées (modèles pliables, oreillettes, intra-auriculaires, réduction de bruit) pour s'adapter au mieux aux goûts et besoins d'une importante fraction de la population.
De 2008 à 2011, dans plusieurs pays développés, les ventes de casque audio ont connu une forte hausse, des casques de luxe sont apparus : « L’objet est ensuite devenu un accessoire de mode. Il s’accorde comme un vêtement ou un bijou. ». Cette augmentation de la demande et de l'offre commerciale est liée à la diffusion de plus en plus large des équipements susceptibles de les utiliser : téléphone portable et tablette en particulier. Ainsi « entre 2007 et 2012, 483 nouvelles marques ont fait leur apparition ».

## Caractéristiques et performances

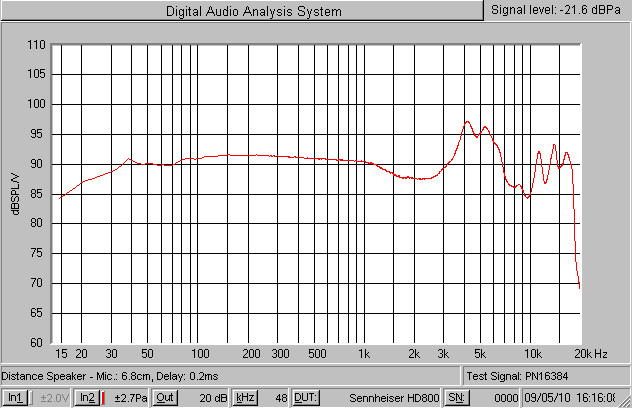
Courbe de réponse d'un casque Sennheiser HD800 sur oreille artificielle.

Comme pour les haut-parleurs, plusieurs caractéristiques permettent d'évaluer un casque audio :
- la réponse en fréquence est mesurée à l'aide d'une oreille artificielle. Elle permet de constater quelles fréquences seront reproduites par le casque et avec quelle erreur (en décibels) par rapport au niveau de référence (généralement situé à 1 kHz) ;
- l'impédance (en ohms) qui est une caractéristique et non une valeur permettant de juger de la qualité du casque ;
- la sensibilité ou efficacité, souvent qualifiée à tort de rendement, indique le niveau sonore obtenu dans des conditions spécifiées. Il existe deux façons de l'exprimer : dB/mW ou dB/V en décibels (dB SPL) par milliwatt ou par volt présent sur l'entrée du casque[5].

## Usages
Les casques audio sont très utilisés par les professionnels du son comme les ingénieurs du son, les musiciens ou les DJ, ou les gamers. Les mélomanes les apprécient également parce qu'ils permettent l'écoute sans gêner son entourage et certains trouvent qu'ils assurent une meilleure proximité avec la musique que les enceintes. Aujourd'hui l'usage majoritaire est toutefois l'utilisation nomade, entre autres dans les transports en commun.
Les casques audio peuvent être utilisés avec un équipement de salon, comme une chaîne hi-fi, un lecteur de CD ou un ordinateur, et avec des appareils mobiles (baladeur numérique, téléphone portable, etc.). Toutefois la compatibilité, en pratique, n'est pas totale : les casques pour appareil mobile ont souvent un câble trop court pour les utilisations domestiques. Inversement les casques domestiques ont souvent un câble assez long, peu pratique en utilisation nomade. Toutefois le problème le plus gênant (hors l'encombrement) est que certains casques domestiques de haute qualité exigent un niveau électrique assez élevé qu'un appareil nomade ne peut pas toujours fournir.

## Types
On distingue généralement deux types de casque :
- les casques dits « ouverts », dont les coques des écouteurs présentent des ouvertures pour le passage de l'air. Ce type de casque est souvent privilégié pour l'écoute haute fidélité ;
- les casques clos (ou « fermés »), qui enferment l'oreille dans un volume étanche (à l'air). Ces casques procurent une certaine isolation dans les deux sens : celui qui écoute avec un casque fermé est plus ou moins isolé des bruits extérieurs ; pour ceux qui se tiennent à proximité le son provenant du casque est atténué. En pratique, l'isolation phonique procurée par la plupart des casques est assez modeste mais ce type de casque reste généralement privilégié pour les utilisations professionnelles (ingénieur ou technicien du son, DJ) car un peu d'isolation reste souvent bonne à prendre.

L'autre grand facteur de différenciation des casques tient à leur forme et surtout à leur mode de couplage à l'oreille :
- les casques à arceau au design Circum-aural, sont dotés de larges oreillettes qui englobent le pavillon de l'oreille et prennent appui sur le crâne ;
- les casques à arceau au design Supra-aural, utilisent des oreillettes, plus petites qui s'appuient directement sur le pavillon de l'oreille ;
- les oreillettes, que l'on insère dans le creux de l'oreille ;
- les oreillettes intra-auriculaires qui s'insèrent, plus ou moins profondément, dans le conduit auditif.
- les casques avec réduction active des bruits extérieurs.

Chaque formule présente des avantages et des inconvénients : le choix devra surtout se faire (en dehors de convenances personnelles) en fonction de l'usage.
Certains casques audio s'utilisent sans fil, alimentés par des piles ou des batteries rechargeables et équipés d'un récepteur d'ondes radio ou infrarouge, voire Bluetooth ou Wi-Fi, pour communiquer avec une base reliée à la source audio. Certains systèmes sont aujourd'hui basés sur une modulation numérique du signal radio, supprimant le souffle et les interférences reprochés aux systèmes à modulation analogique FM.
La plupart des casques audio sont stéréophoniques. Il existe cependant des casques monophoniques, souvent associés à un microphone, utilisés par exemple par les opératrices de téléphonie, les téléassistants et les radio-amateurs.
On trouve également des modèles spécialement pensés pour la pratique de sports : ils peuvent être trouvés sous la forme de casques ou d'écouteurs et sont réalisés avec des matériaux résistants à la pluie ainsi qu'à la sueur, voire étanches pour la natation.
En 2016, on voit apparaître une nouvelle génération de casque entièrement sans fil et stéréo. Ils sont disponibles sous la forme d'oreillettes.

### Casques à arceau

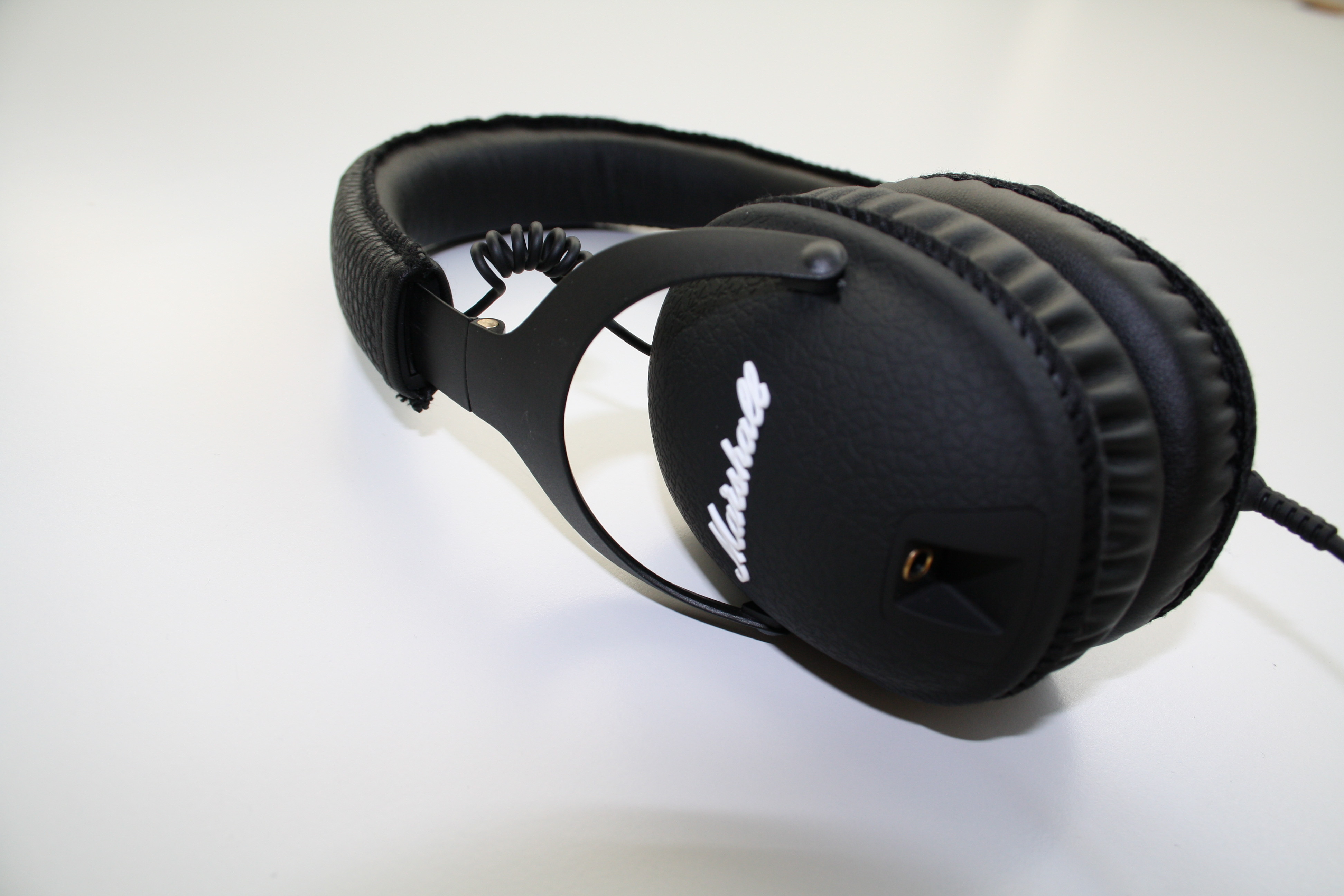
Casque Marshall Monitor.

Les casques traditionnels sont constitués de deux écouteurs reliés par un arceau souple qui assure le maintien du casque sur la tête de l'utilisateur. On peut les diviser en trois catégories :
- les modèles à couplage circum-aural qui sont, de ce fait, d'une taille relativement importante. Ils sont principalement destinés à l'écoute domestique (haute fidélité par exemple) mais aussi aux utilisations professionnelles. Le casque circum-aural a, par son principe, l'avantage d'assurer un couplage constant et de très bonne qualité avec l'oreille de l'utilisateur ce qui est essentiel pour une restitution correcte du son, en particulier du grave. Il a aussi pour avantage de procurer un bon confort, les écouteurs ne prenant pas appui sur l'oreille mais sur le crâne. Ce type de casque peut être ouvert ou fermé, certains permettant même de passer d'un mode à l'autre ;
- les modèles à couplage supra-aural, d'aspect assez similaire à un modèle circum-aural mais qui sont généralement de taille inférieure : l'oreillette n'ayant pas à contenir tout le pavillon de l'oreille elle peut être plus petite. Ce type de casque est utilisé aussi bien pour l'écoute domestique que pour l'écoute nomade, à condition naturellement d'accepter son relatif encombrement par rapport à d'autres solutions. Ses inconvénients découlent de son principe : la position des oreillettes sur le pavillon de l'oreille n'est pas toujours identique et la forme du pavillon est également variable suivant les individus ce qui rend le couplage acoustique facilement déficient. De plus, un bon couplage implique une pression relativement forte sur le pavillon ce qui peut amener assez rapidement gêne et échauffement. Là encore, ce type de casque peut être ouvert ou fermé ;
- les casques légers. Destinés principalement à un usage nomade, ils sont de type supra-aural mais avec une taille très réduite. Souvent dotés d'un arceau pliable, leur encombrement est très faible ce qui est un atout important pour les usages nomades. Sans pouvoir rivaliser avec les meilleurs casques, les casques légers peuvent procurer de très bons résultats et constituent un compromis intéressant pour les utilisations nomades. Leur isolation phonique est négligeable.

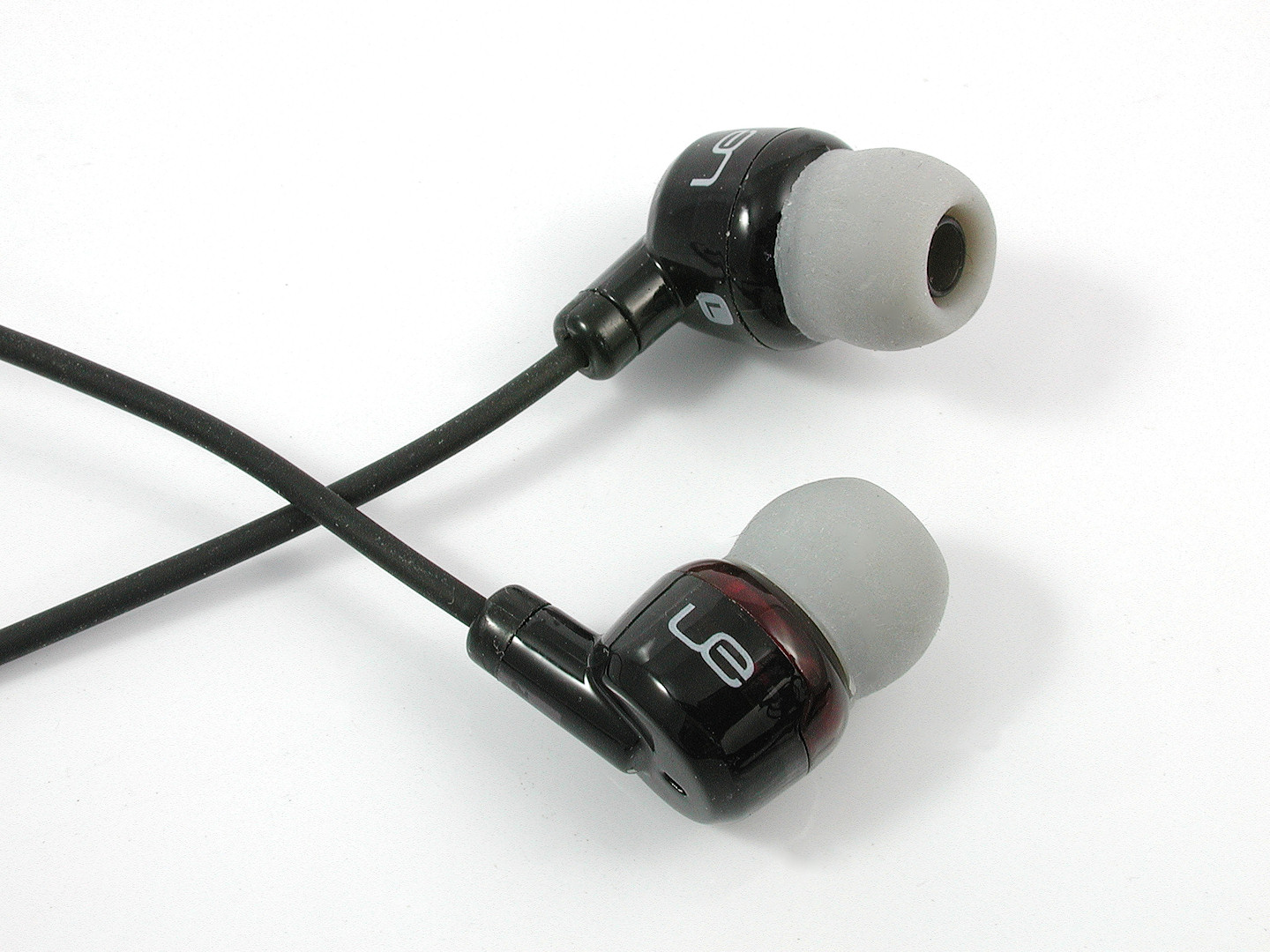
Casque intra-auriculaire Ultimate Ears.

### Casques intra-auriculaires

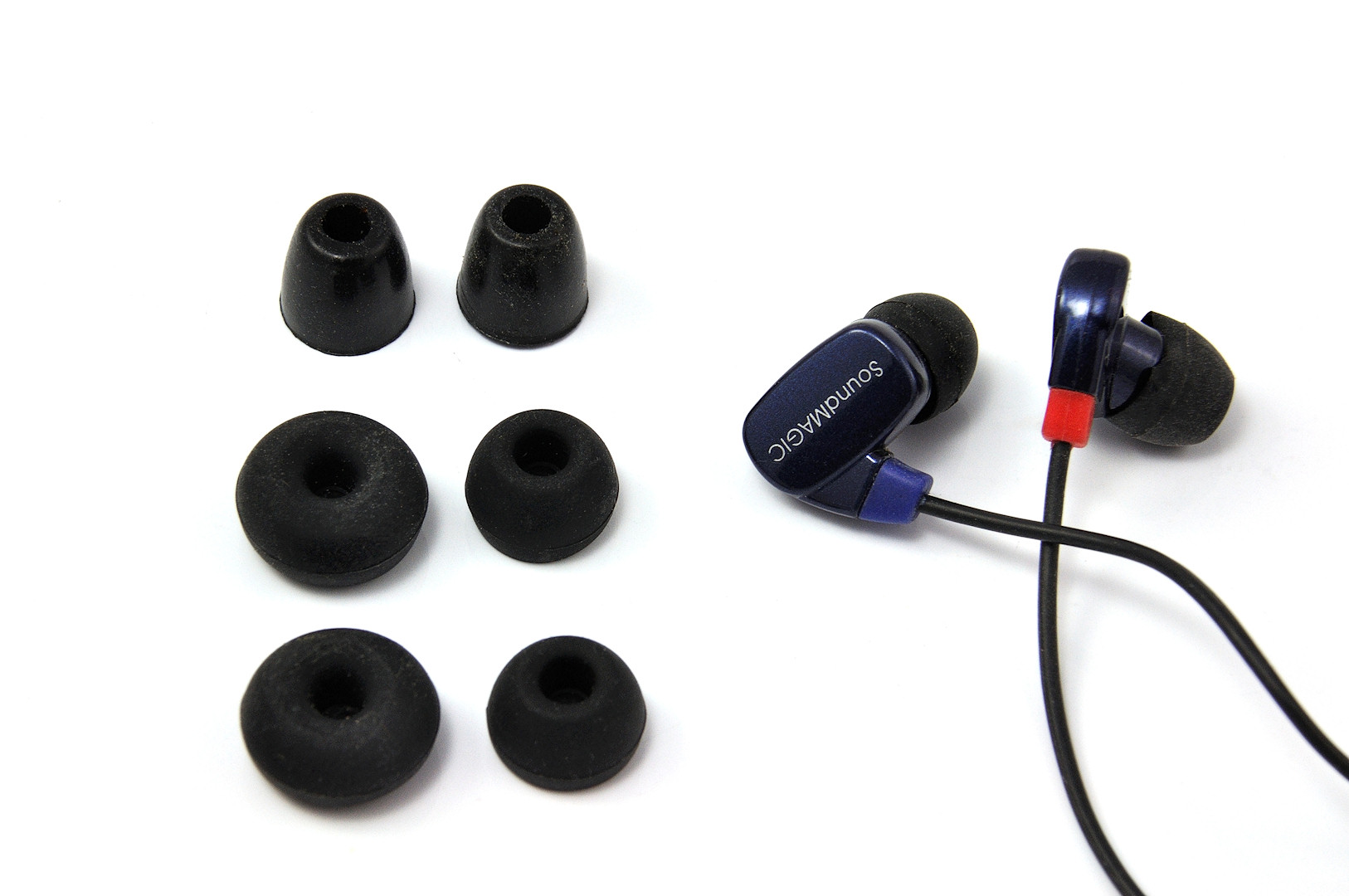
Casque intra-auriculaire et adaptateurs.

D'un encombrement négligeable, pouvant se glisser dans une poche, ces casques sont évidemment appréciés principalement pour les utilisations nomades. Ils recouvrent une grande variété de produits des plus simples à des modèles professionnels : les prix s'étagent de quelques euros à environ mille euros voire plus pour le matériel professionnel sur mesure.
- Les oreillettes (« earbud » en anglais) sont la forme la plus simple du casque : elles se glissent dans le creux de l'oreille. On retrouve naturellement les problèmes de couplage acoustique, la forme des oreilles variant avec les individus. Les constructeurs utilisent divers artifices pour tenter d'y remédier comme de la mousse plastique chargée de combler les espaces indésirables. Si ce type de casque est peu apprécié des utilisateurs exigeants on en trouve pourtant qui procurent des résultats de bon niveau.
- Les intra-auriculaires (« in-ear » en anglais) : L'idée est ancienne mais le développement des intra-auriculaires pour le grand public est récent. Il vient principalement des utilisations professionnelles avec les prothèses auditives et les « retours d'oreille »  (« in-ear monitors ») pour les professionnels de la scène (musiciens, chanteurs, etc.). Un casque intra-auriculaire exige une parfaite adaptation aux oreilles de celui qui l'utilise. En effet, un couplage acoustique parfait (étanchéité) est indispensable et un casque mal adapté peut voir son port devenir rapidement douloureux. Dans un contexte professionnel (prothèse ou in-ear monitor) l'adaptation est assurée par une prise d'empreinte et un moulage du canal auriculaire de celui auquel il est destiné. Même si une telle prestation est proposée pour certains modèles « grand public » haut de gamme, son coût la limite à une clientèle clairsemée. Pour la plupart des utilisateurs, il faut se contenter de choisir entre quelques adaptateurs (généralement en silicone) correspondant à divers diamètres de canal auriculaire. Trouver un casque qui s'adapte parfaitement à ses oreilles peut donc se révéler ardu, l'essai n'étant généralement pas possible.

Pour le côté pratique, on peut diviser les casques intra-auriculaires en deux catégories : les semi-intras qui ne pénètrent que peu dans le canal auriculaire et les vrais intras qui y pénètrent profondément, au moins par l'intermédiaire de l'adaptateur dont ils sont dotés. Les vrais intras ont l'avantage d'offrir une isolation acoustique importante.